# José Macías (arbitre)
Pour les articles homonymes, voir Macias.
José Bartolomé Macías, né le 3 février 1901 et mort le 10 avril 1966, est un arbitre argentin de football. 
Footballeur en cinquième division argentine à Banfield en 1925, il devient arbitre de 1928 à 1949.

## Carrière
Il officie dans des compétitions majeures : 
- Coupe du monde de football de 1930 (2 matchs)
- Copa América 1937 (5 matchs)
- Copa América 1941 (4 matchs)
- Copa América 1942 (6 matchs)
- Copa América 1945 (6 matchs)
- Copa América 1946 (4 matchs)